# سیارک ۱۶۰۳۹
سیارک ۱۶۰۳۹ (به انگلیسی: 16039 Zeglin، نامگذاری:1999GH18) شانزده هزار و سی و نهمین سیارک کشف شده‌است که در ۱۵ آوریل ۱۹۹۹ کشف شد.
قدر مطلق سیارک برابر ۲۰.۴ است.